# Real y Pontificia Iglesia de la Purísima Concepción
La Real y Pontificia Iglesia de la Purísima Concepción es la iglesia más antigua de Melilla. Se ubica en la calle Miguel Acosta de Melilla la Vieja y en ella se encuentra la imagen de la patrona de la ciudad de Melilla, Nuestra Señora de la Victoria. Forma parte del Conjunto Histórico Artístico de la Ciudad de Melilla, un Bien de Interés Cultural.

## Historia

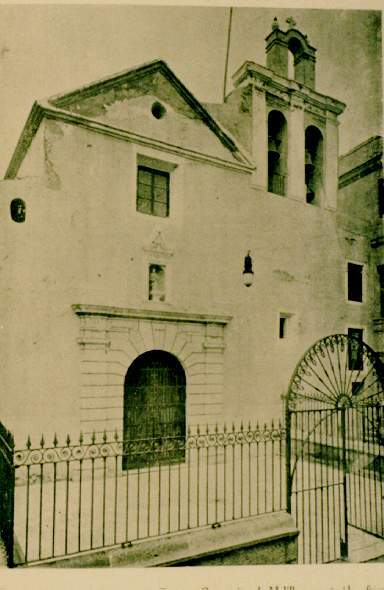
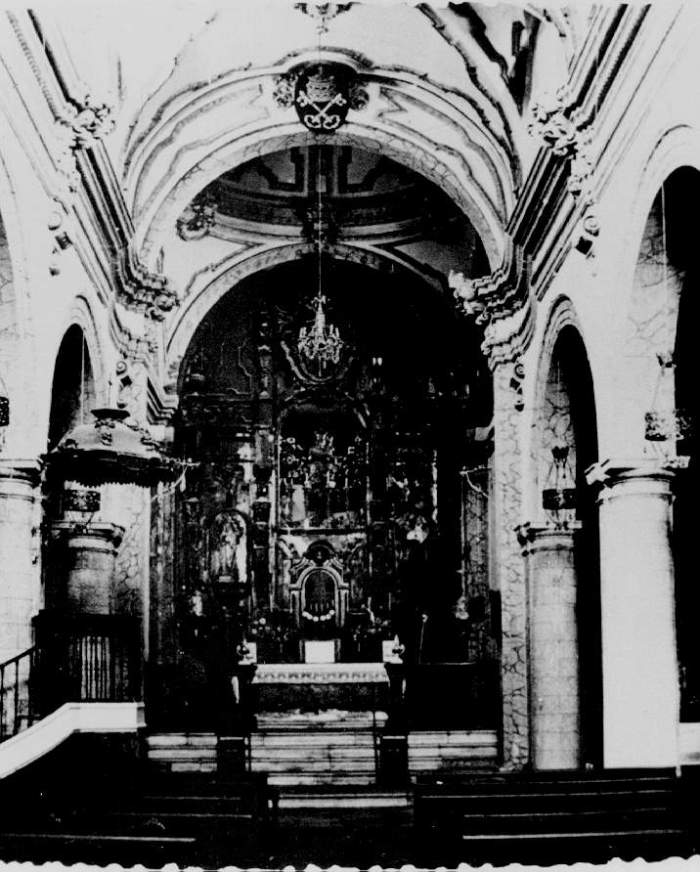
Altar mayor
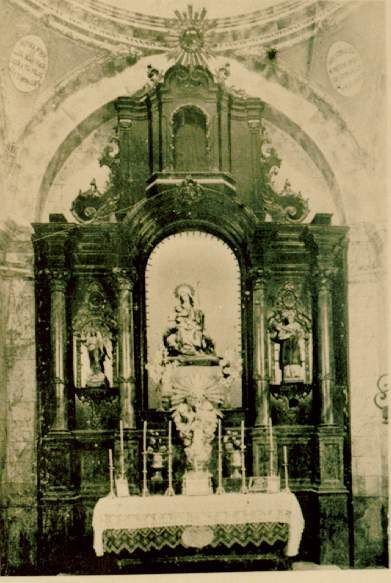
Altar de la Divina-Pastora

Fue construida entre en 1556 y 1575 y puesta bajo la advocación de san Miguel Arcángel en 1578, para sustituir la ermita de la Victoria derribada en 1549 y situada en la plaza de Armas, del segundo recinto fortificado.
Esta nueva iglesia resultó arruinada por un temblor 1579, encargándose a Juan Bautista Antonelli las reparaciones, si bien Felipe III se lo encargó a Jorge Fratin su reconstrucción, terminada en 1604 con una orientación eje sudeste-noroeste.
Mientras duraban las obras se construyó la Capilla de la Enramada.
En 1660 un terremoto causa algunos daños y febrero del año siguiente la Orden Capuchina se hizo cargo, el 4 de octubre de 1663 se dedica a la Concepción de la Virgen María, mientras se nombraba  patrono de Melilla a Francisco de Asís y en 1667 Vélez y Ángulo emprende obras de mejora, pero en 1677 el gobernador José Frías informaba que la capilla mayor estaba sin cubrir en 1680 otro temblor daña la cúpula de la capilla mayor, reparada por Toscano Brito y bendecida por Marcelo Antonio del Valle el 6 de diciembre de 1682 tras ser relevados los capuchinos del clero secular el 20 de diciembre del año anterior
En 1682 también Toscano construyó la capilla de la Encarnación, con una cripta para los gobernadores, pues la cripta del presbiterio no era adecuada y era usada por soldados y oficiales, pensando en su enterramiento y el de su esposa Leonor de Santander y Valcácer.
Entre 1751 y 1757 se restaura tras un temporal y tras el terremoto de Lisboa de 1755 por Antonio de Villalba y Aangulo, reconstruyéndose las bóvedas, con un nuevo lenguaje decorativo y construyéndose el coro alto, la espadaña, la capilla del Baptisterio y el camarín de la Virgen de la Victoria en la capilla mayor, inaugurado el 8 de julio de 1757, por lo que es necesario trasladar la sacristía mayor, lo que se consigue derribándose algunas edificaciones, con lo que se crea un pasadizo en el lado de la Epístola.
En 1763 se construye la capilla de San Francisco, en 1770 se construyó el camarín de la Virgen de la Soledad, muriendo Pedro González después del Sitio de Melilla se hacen reparaciones y entre diciembre de 1779 y diciembre de 1780 se construye la capilla del Rosario, para la que se suprime el pasadizo y se derriba una casa que servía de corral del Convento de los Franciscanos.
En 1831 se sustituyeron las vigas de la cubierta, en 1859 las cubiertas de las sacristías estaban en mal estado en 1877 se proyectó el atrio cerrado por un muro de cantería con cerco de rejerías terminado en 1883. y en 1893 se retecharon parte de las cubiertas
Es restaurada en 1918, 1921, 1926, 1935, 1936, 1938, 1941 y 1960. En estas dos últimas restauraciones es despojada de sus ornamentos barrocos, instalándose en 1944 una campana. Es vuelta a restaurar en 1985, y de manera integral en 1991 y 1996.
Tras sufrir el terremoto del 25 de enero de 2015, sus cubiertas, bóvedas y cúpulas quedaron en mal estado, por lo que fue restaurada entre mayo de 2016 y el 18 de abril de 2017, en que fue presentada, aunque todavía no está abierta.

## Descripción
Está construido con piedra de la zona y ladrillo macizo para los muros y arcos, vigas y planchas de madera y tejas para el tejado y piezas pequeñas de madera, ramas y yeso para las bóvedas y cúpulas encamonadas.

### Exterior
Su fachada es simple, con una portada de sillería, con un vano de arco de medio punto, para unas puertas cuadradas, flanqueadas por pilastras de orden toscano, con una hornacina encima que alberga una imagen de la Concepción de la Virgen María sobre la que se sitúa una ventana adintelada terminando en frontón triangular, contando a su lado izquierdo una espadaña con dos niveles y tres campanas.

### Interior

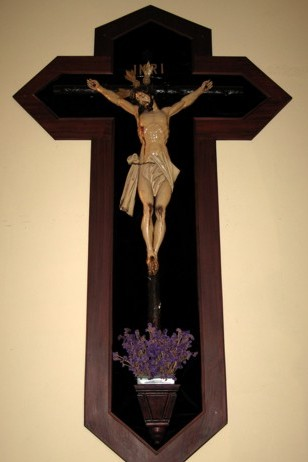
Cristo del Socorro
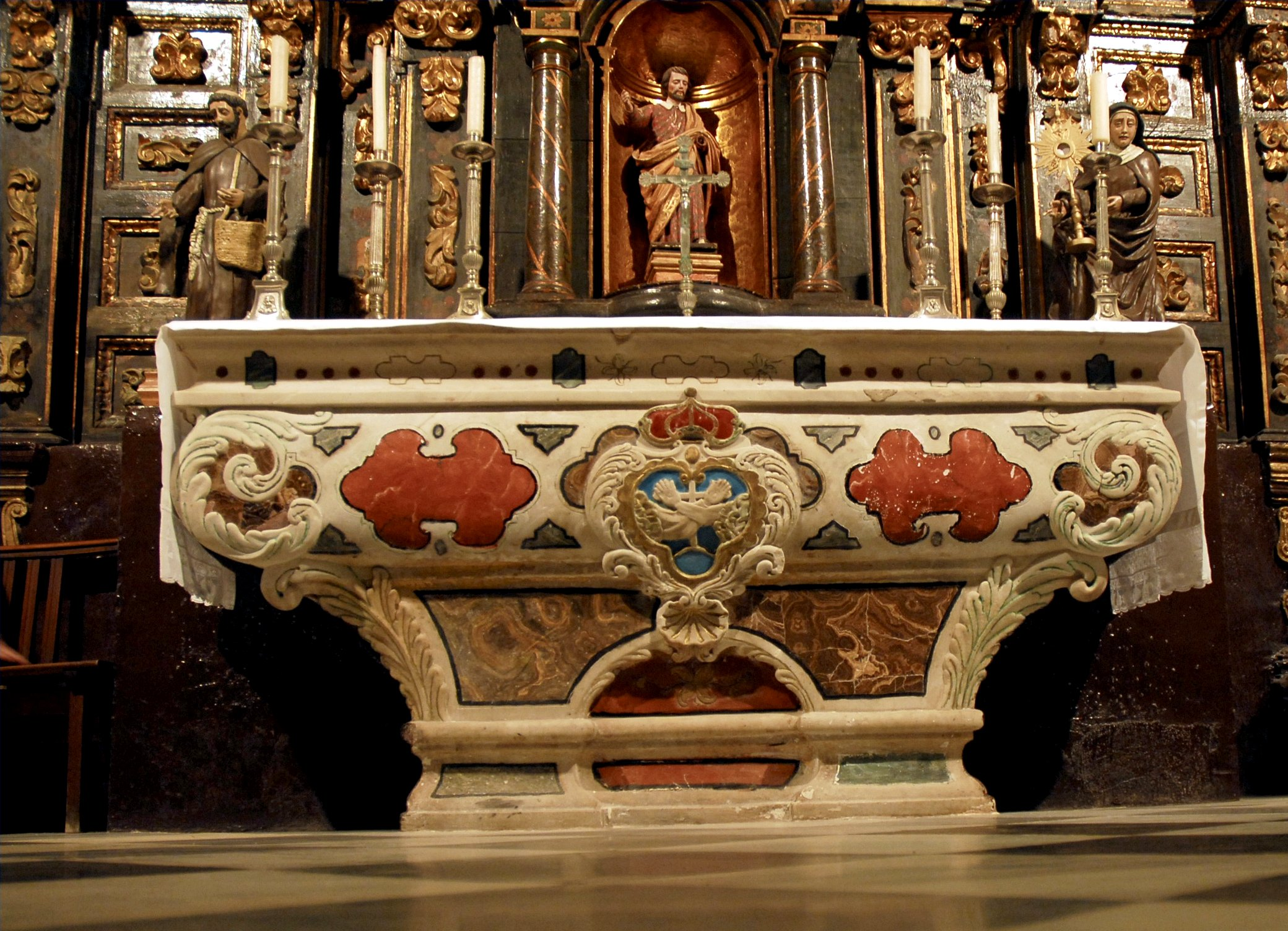
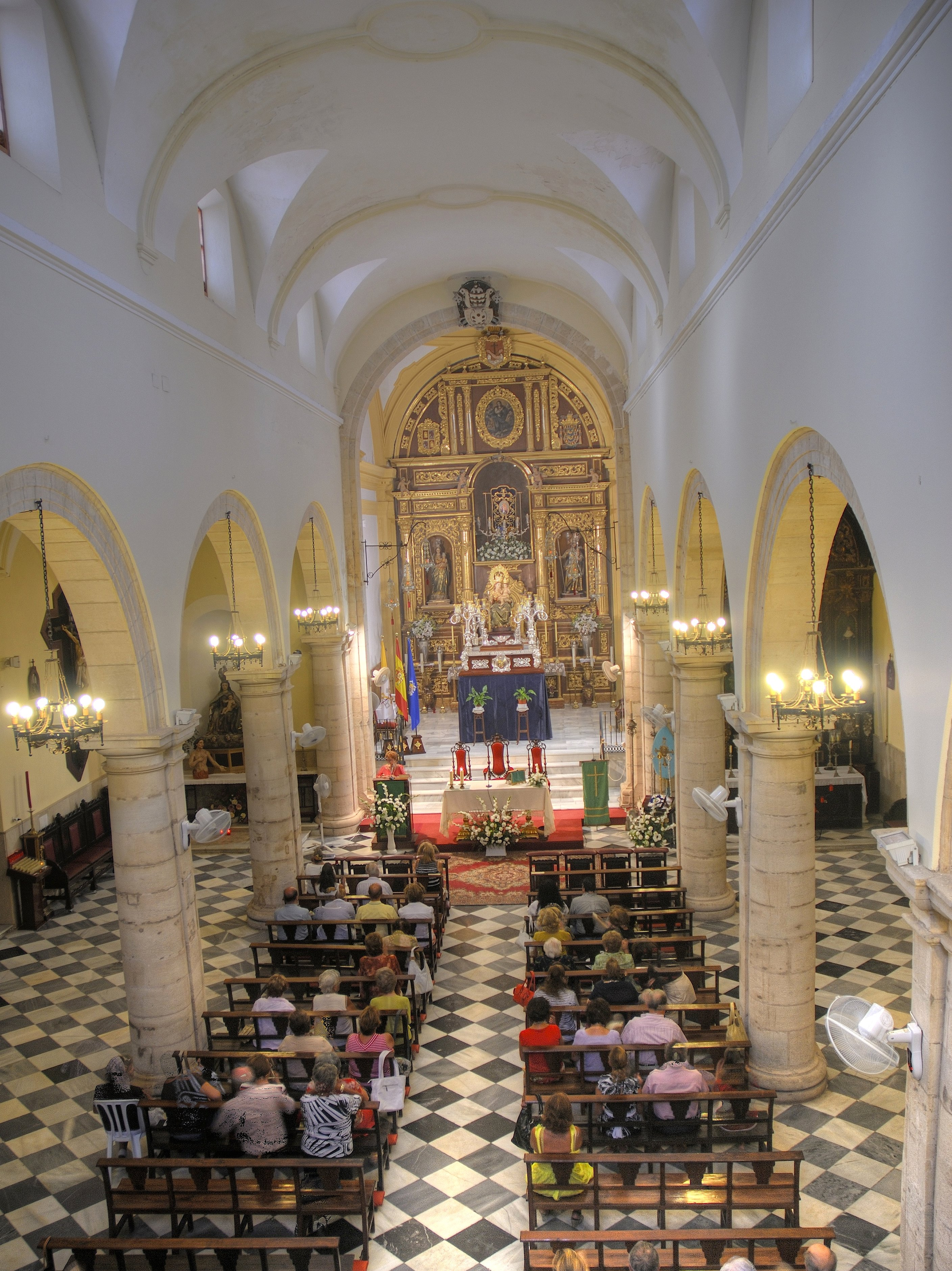
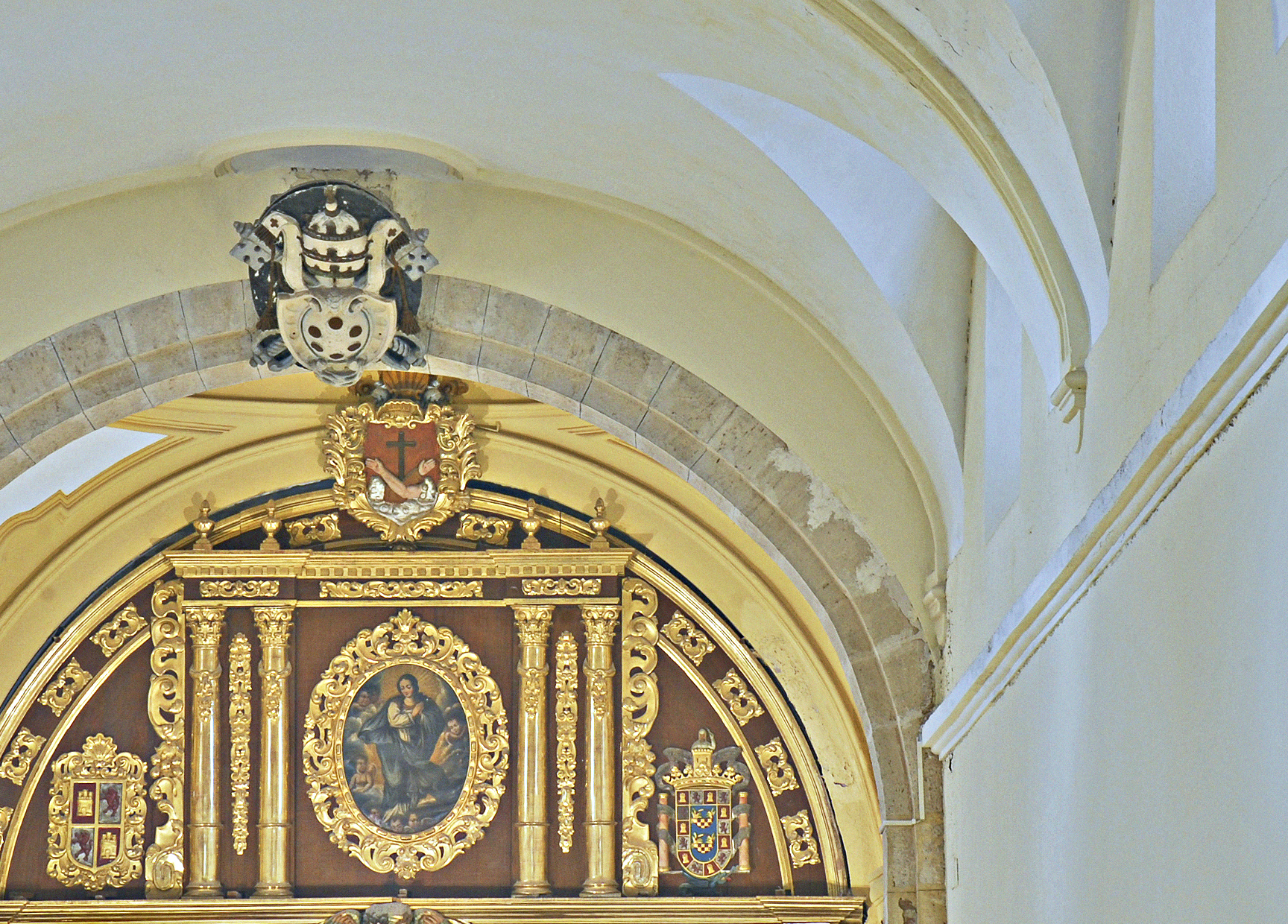
Emblema papal
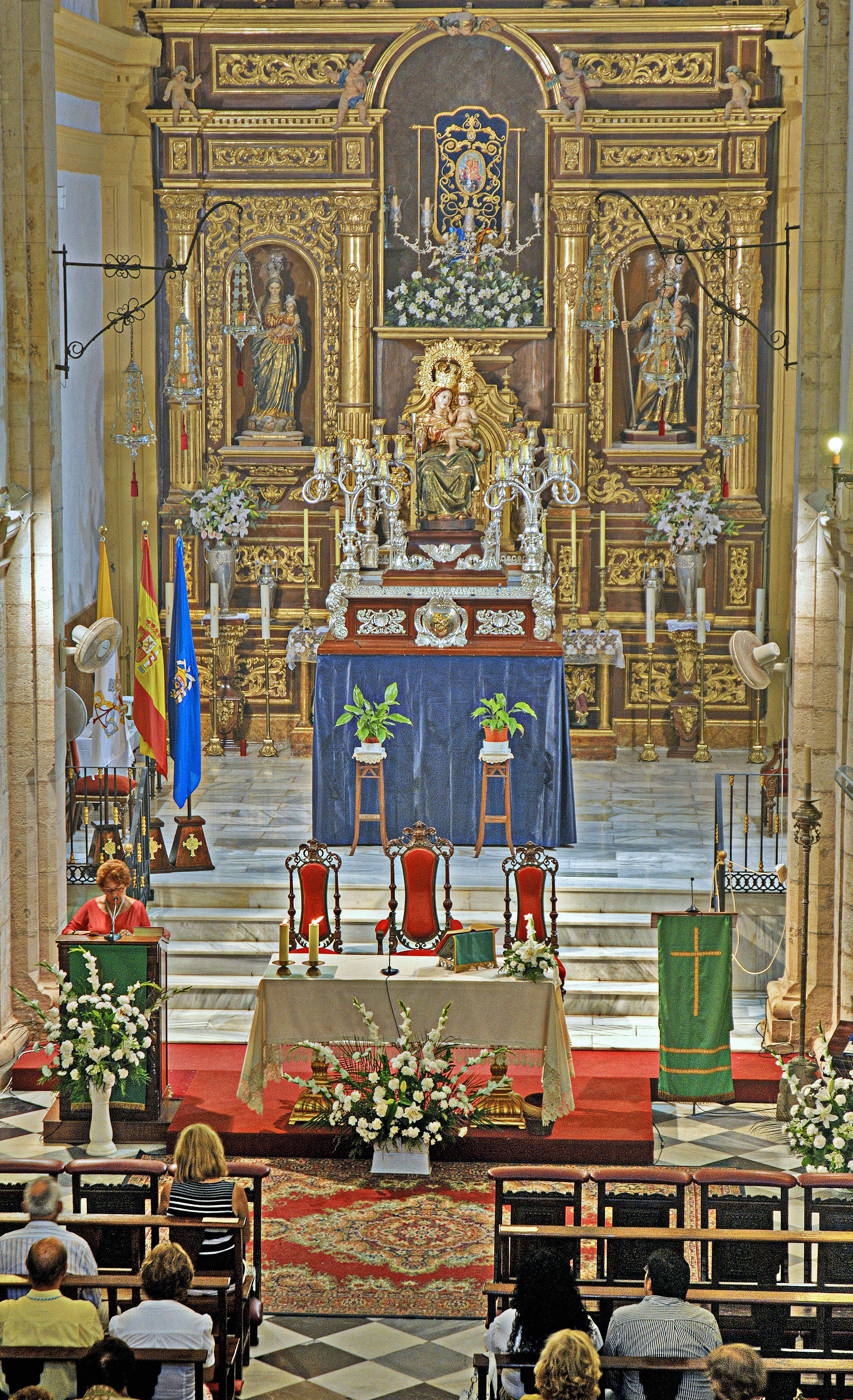
Altar mayor
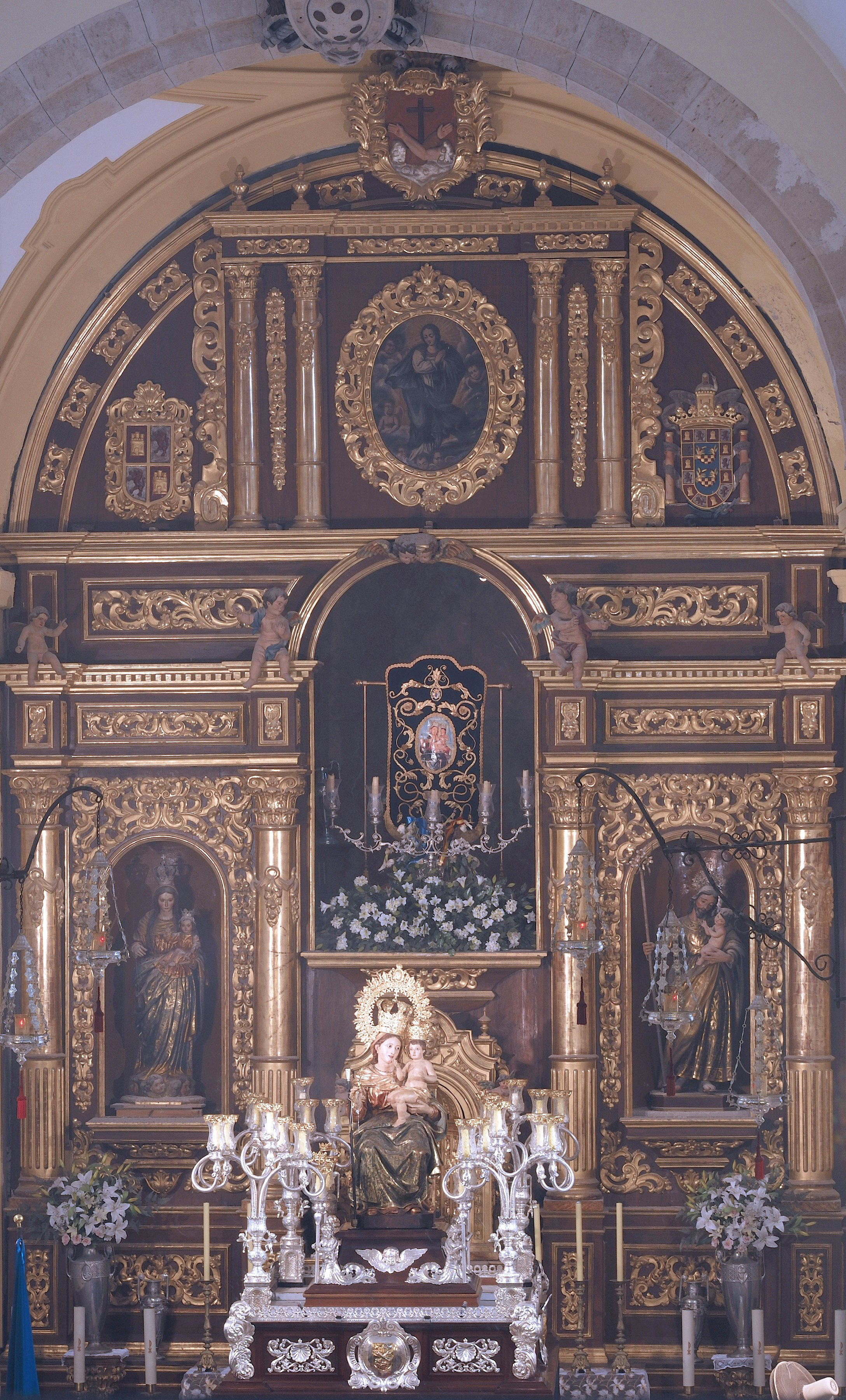
Altar mayor
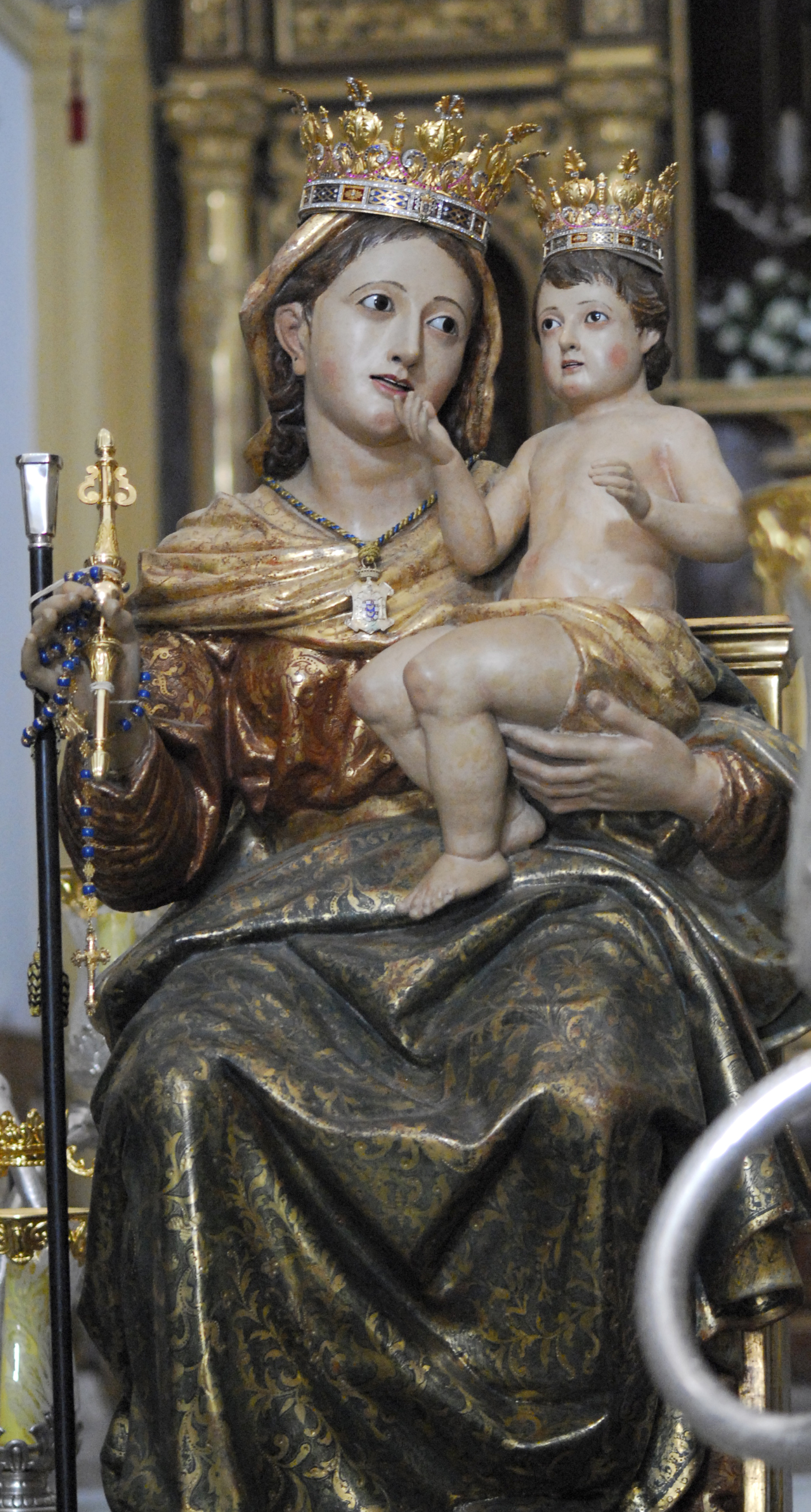
Virgen de la Victoria
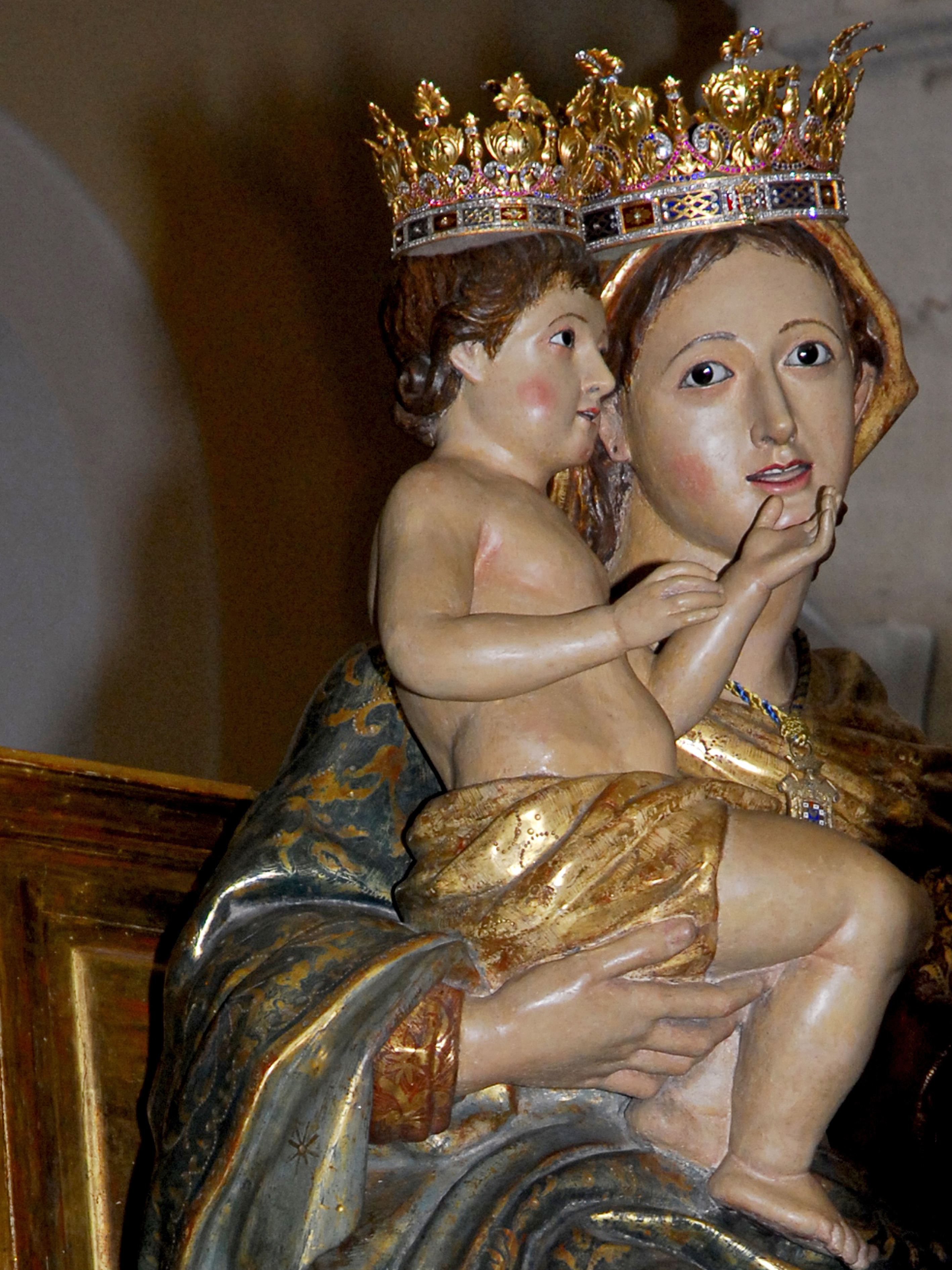
Virgen de la Victoria
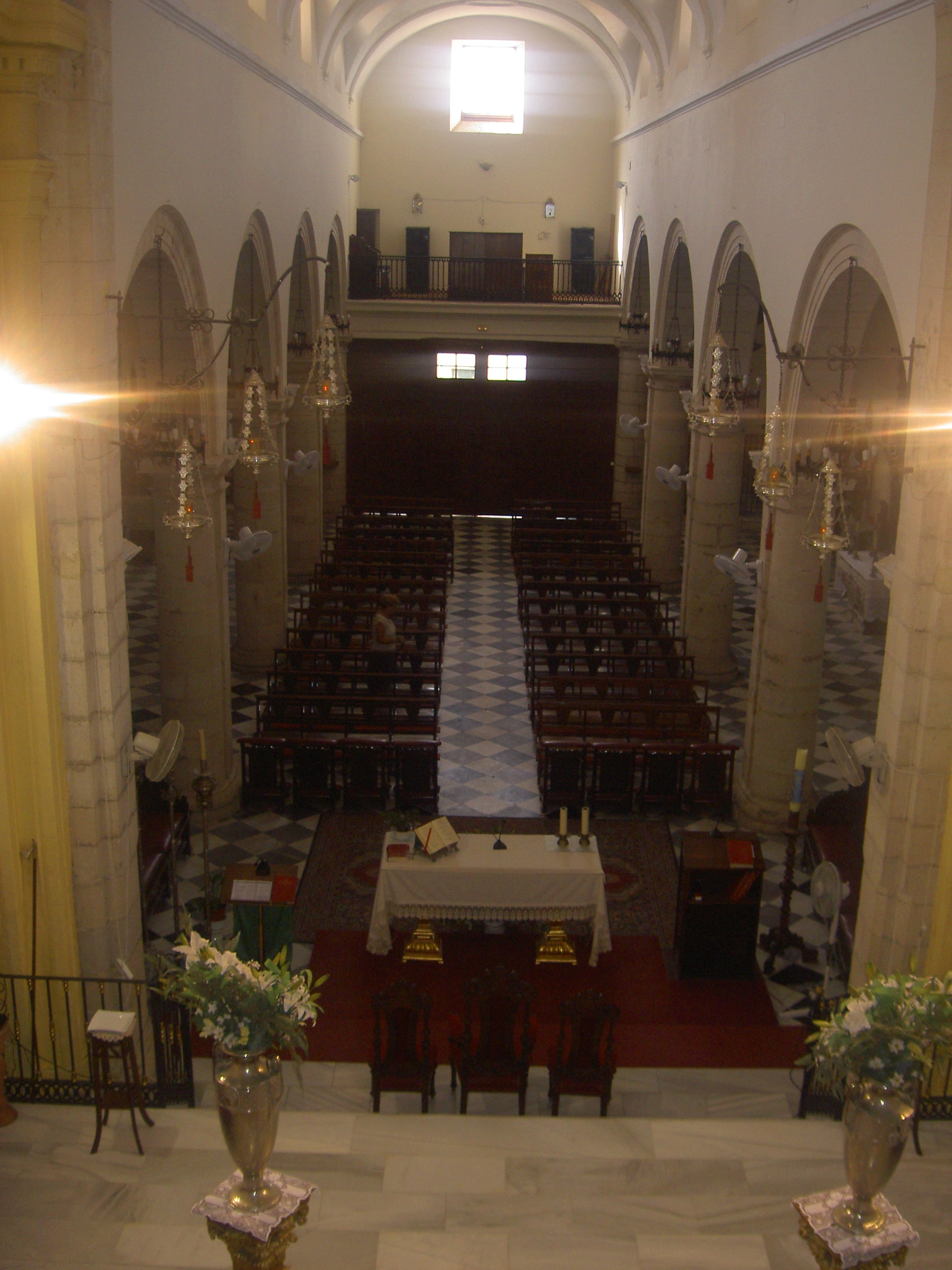

Cuenta con tres naves, siendo la central más alta y ancha que las laterales, sustentados por pilares con columnas de orden toscano, empezando por un nártex y terminando en un presbiterio plano y elevado con respecto al resto del templo, al que se accede por un arco triunfal con el escudo del papa Alejandro VII, en el que se sitúa la capilla mayor, que tras el retablo del altar mayor alberga en el camarín hexagonal la imagen de Nuestra Señora la Virgen de la Victoria del siglo XVI, patrona coronada de la ciudad.
Esta capilla, además del camarín cuenta con una sacristía, al igual que ocurre con la capilla de San Francisco y la capilla del Rosario, destacando los altares y retablos barroco, tanto de estas capillas como de los situados en las paredes de las naves laterales, además de la pila bautismal, del siglo XVI, cerca de la entrada y el Cristo de la Vera Cruz (de fines del siglo XV).